# Consell de Comunitats Lleialistes
El Consell de Comunitats Lleialistes, Loyalist Communities Council (LCC), és un grup lleialista d'Irlanda del Nord que inclou representants dels grups paramilitars UVF, UDA i Red Hand Commando, fundat el 2015 com a resposta a la percepció d'abandonament que tenien aquests sectors de l'unionisme nord-irlandès.
A les eleccions generals del Regne Unit de 2017, el LCC va emetre un comunicat de suport al Partit Unionista Democràtic i el Partit Unionista de l'Ulster, suport que va ser rebutjat per ambdós partits.
Durant les negociacions del Brèxit del 2018 el LCC es va oposar fortament a la proposta d'Acord de Retirada a causa del tractament de la qüestió fronterera irlandesa. A finals de febrer de 2021, el Partit Unionista Democràtic es va reunir amb el LCC per discutir l'anomenat Protocol d'Irlanda del Nord. Com a resultat de la seva oposició al protocol, a principis de març de 2021 el LCC va enviar cartes als primers ministres britànic i irlandès, Boris Johnson i Micheál Martin, anunciant-los que retirava temporalment el seu suport a l'Acord de Divendres Sant "mentre persisteixi la frontera interna al mar d'Irlanda entre la Gran Bretanya i l'Ulster".
L'anunci, que cridava a la mobilització, va precedir l'inici d'aldarulls entre lleialistes i la policia nord-irlandesa a Derry, Belfast, Carrickfergus i Newtownabbey, tot i que el Consell es va desvincular de la violència en una declaració pública el 9 d'abril.